# ماريوس كونستانتين
ماريوس كونستانتين (بالرومانية: Marius Constantin)‏ (25 أكتوبر 1984 ببراشوف في رومانيا - ) هو لاعب كرة قدم روماني في مركز الدفاع. شارك مع منتخب رومانيا تحت 21 سنة لكرة القدم ومنتخب رومانيا لكرة القدم. أما مع النوادي، فقد لعب مع جيانغسو سونينغ ورابيد بوخارست ونادي براشوف ونادي تارغو موريش ونادي فاسلوي.

## وصلات خارجية
- ماريوس كونستانتين على موقع قاعدة بيانات كرة القدم.إي يو (الإنجليزية)
- ماريوس كونستانتين على موقع ناشيونال فوتبول تيمز (الإنجليزية)
- ماريوس كونستانتين على موقع Soccerway.com (الإنجليزية)
- ماريوس كونستانتين على موقع عالم كرة القدم.نت (الإنجليزية)